# اتحاد آزادی جماعت آشوری
اتحاد آزادی جماعت آشوری یک سازمان سیاسی بود که در راستای حقوق سیاسی و اجتماعی آشوریان ایران تأسیس شد. این سازمان در سال ۱۲۹۷ در مناطق آشوری‌نشین آذربایجان غربی فعالیت می‌کرد.

## فعالیت‌ها
اتحاد آزادی جماعت آشوریان در سال ۱۲۹۷ در شهر خوی تأسیس شد. این سازمان برای خود ‏‫مرامنامه‌ای تهیه کرد و آن را در شهر سلماس بین مردم آشوری توزیع کرد.